# Rząśno
Rząśno – wieś w Polsce położona w województwie łódzkim, w powiecie łowickim, w gminie Zduny.
Wieś arcybiskupstwa gnieźnieńskiego w powiecie orłowskim województwa łęczyckiego w końcu XVI wieku. 
OSP w Rząśnie już od kilku lat wygrywa zawody strażackie w regulaminie CTIF.
Prowadzona jest tu stacja demontażu pojazdów wycofanych z eksploatacji.

## Historia
Wieś została założona w 1365 roku na prawie średzkim przez abpa Jarosława.
W latach 1975–1998 miejscowość administracyjnie należała do województwa skierniewickiego.